# (42502) 1993 CS1
(42502) 1993 CS1 là một tiểu hành tinh vành đai chính. Nó được phát hiện bởi Seiji Ueda và Hiroshi Kaneda ở Kushiro, Hokkaidō, Nhật Bản, ngày 10 tháng 2 năm 1993.